# Отсемобор, Джон
Джон Отсемобор (англ. Jon Otsemobor; род. 23 марта 1983) — английский футболист, крайний защитник. Его сильными качествами считаются скорость и участие в атакующих действиях команды.

## Карьера
Высокий и достаточно техничный защитник Джон Отсемобор начинал карьеру в «Ливерпуле». Он провёл за первую команду только шесть матчей и, побывав в аренде в «Халл Сити», «Болтон Уондерерс» и «Кру Александра», летом 2005 года в качестве свободного агента перешёл в «Ротерем Юнайтед». Всего полгода спустя он был продан в клуб «Кру Александра». В июне 2006 года Джон не явился из отпуска в назначенный срок, и в течение недели главный тренер команды Дарио Гради не мог найти игрока и выяснить причины его отсутствия. 14 июня Отсемобор, наконец, появился, объяснив свою пропажу тем, что просто перепутал, к какому именно дню ему нужно было вернуться к тренировкам.
Летом 2007 года его контракт с «Кру» истёк, и он заявил, что хочет сменить клуб. 16 мая агент игрока сообщил, что наиболее вероятным претендентом на то, чтобы подписать игрока, является «Норвич Сити». 13 июня Отсемобор подписал с «канарейками» контракт на три года. Провёл в клубе 2,5 года, регулярно выходил на поле, в январе 2010 года перешёл в «Саутгемптон». 15 мая 2010 года покинул клуб и подписал контракт с «Шеффилд Уэнсдей». В июле 2012 присоединился к «Милтон-Кинс Донс».